# 王石経
王 石経（おう せっけい）は、清末民初の篆刻家・書家である。
字は君都、号は西泉・甄古斎主。萊州府濰県の人。

## 略伝
殷・周代の青銅器の銘文を研究し、隷書に優れた。篆刻は、古来の印法を遵守し落ち着いて味わいのある趣だった。北京に住み、呉雲・陳介祺・潘祖蔭などの当時の名士の印を刻している。

## 印譜

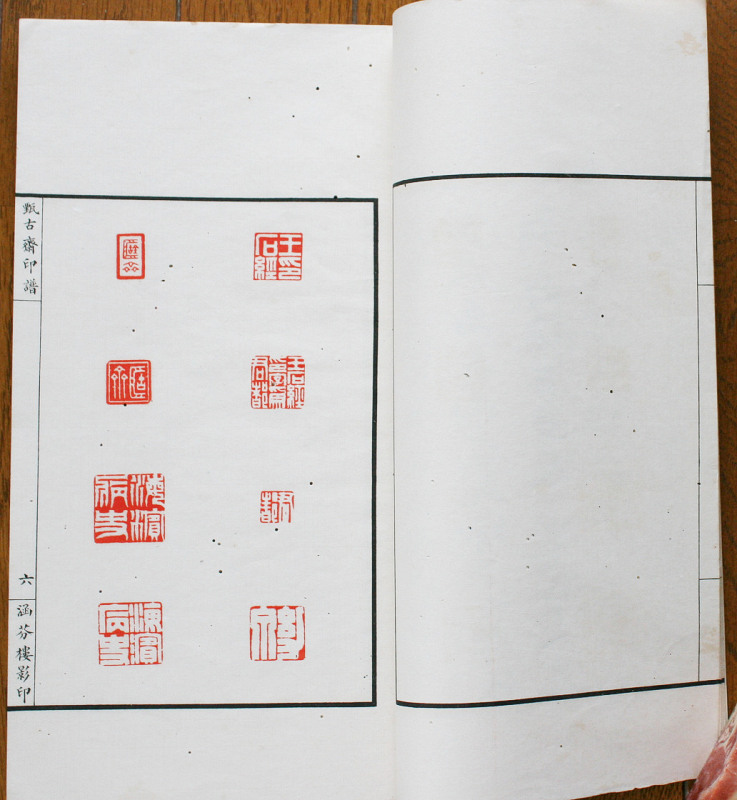
甄古斎印譜

- 『甄古斎印譜』